# Departament francès

Mapa dels departaments francesos. Els departaments d'ultramar i l'aglomeració parisenca estan representats a una escala diferent.

El departament (francès: département) és una divisió territorial de França i una col·lectivitat territorial, és a dir una persona jurídica de dret públic diferent de l'Estat, invertida amb una missió d'interès general referent al departament, entès com a territori.
El territori departamental és administrat per un prefecte per a missions de l'Estat, dites estatals (francès: régaliennes) i, per tant, constitueix una circumscripció administrativa (districte administratiu), i pel departament, col·lectivitat, per a determinats poders definits per la llei. Fins al 2015, aquests dos territoris se superposaven. Des del 2015, els desenvolupaments institucionals han provocat l'establiment de diferents perímetres segons si es parla del territori administrat per l'Estat o pel departament, col·lectivitat territorial. Aquest és en particular el cas per al districte departamental del Roine, que reuneix des del 2015 les jurisdiccions de l'àrea metropolitana de Lió i el consell departamental del Roine (la col·lectivitat departamental del Roine). Des del 2019 i l'evolució de l'estat de la ciutat de París, París legalment ja no és una col·lectivitat departamental, però continua sent un departament administratiu.
Aquesta divisió geogràfica també pot ser una circumscripció electoral, permetent l'elecció de senadors.
La creació de departaments francesos es remunta al decret del 22 de desembre de 1789 pres per l'Assemblea constituent de 1789, vigent des del 4 de març de 1790. Els seus límits Els seus límits estan fortament inspirats en els projectes més antics de redistribució dels territoris desenvolupats sota la reialesa per Marc-René d'Argenson el 1665 i inscrits en un edicte el 1787, o per Condorcet el 1788.
Als departaments i les col·lectivitats territorials úniques, les lleis i reglaments són aplicables com de dret. Tanmateix, a la França continental, existeix el règim de dret local alsacià-mosel·lè aplicable als departaments del Baix Rin, de l'Alt Rin i de la Mosel·la.

## Administració
Cada departament està administrat per un Consell departamental (Conseil départemental) que s'elegeix cada sis anys. El seu executiu està presidit, des del 1982, pel president del consell. Anteriorment ho era el prefecte.
El govern de la república està representat al departament per un prefecte triat per l'executiu de l'estat. Per altra banda, aquest rep l'ajuda d'un o més sotsprefectes dels centres dels districtes fora de la capital del departament. En aquest sentit, la capital del departament rep el nom de prefectura. Com que els departaments poden dividir-se, en un nombre que pot oscil·lar entre un i set arrondissements, de la mateixa manera la capital de cada una d'aquestes subdivisions rep el nom de sotsprefectura, i la persona al seu càrrec és el sotsprefecte.

## Història

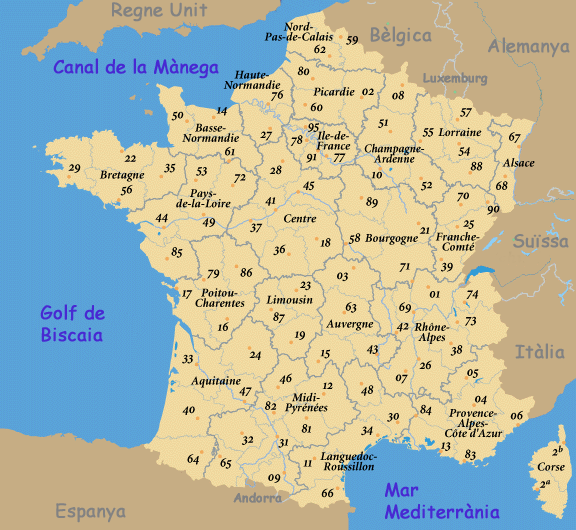
Departaments i regions de França (1975-2015)

Els departaments es crearen el 4 de març del 1790 a l'Assemblea Nacional Constituent amb l'objectiu de posar fi a les anteriors províncies, suprimir les diferències culturals i constituir una nació homogènia. Molts dels departaments agafen el nom del riu principal de l'àrea o alguna altra característica de la geografia física. El nom de departament prové dels representants del rei que eren départis ('repartits', 'distribuïts') pel territori.
El 1812, la Catalunya sota domini espanyol es va integrar en el Primer Imperi Francès de Napoleó Bonaparte i es van crear quatre departaments: Departament de les Boques de l'Ebre, Departament de Montserrat, Departament del Segre i Departament del Ter. La Catalunya Nord ja formava part de França prèviament i havia estat inclosa al Departament dels Pirineus Orientals.

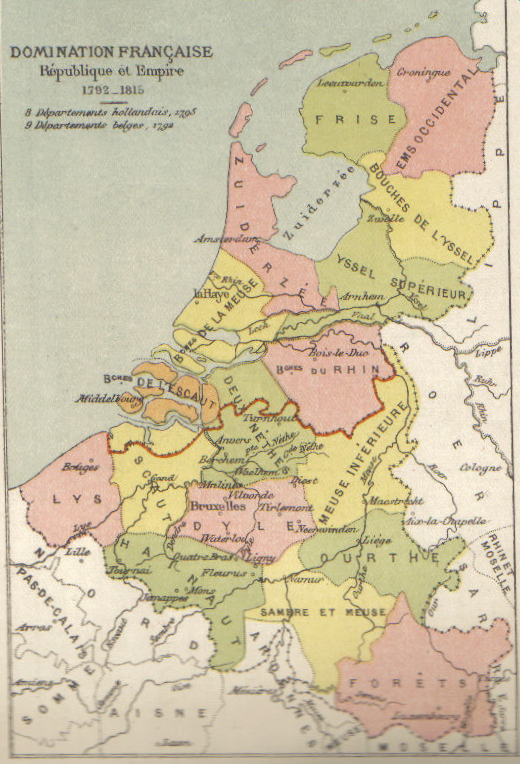
Mapa dels departaments francesos als Països Baixos i el principat de Lieja durant l'ocupació

Durant l'ocupació del principat de Lieja i els països Baixos del sud i del nord de 1793 (1795) a 1814 els francesos van imposar una mateixa subdivisió en departaments als territoris ocupats. El rei Guillem I va mantenir aquestes subdivisions quan es va crear el Regne Unit dels Països Baixos el 1815 però va canviar la denominació en província, un nom que referia a les antigues Disset Províncies, tot i no respectar les antigues fronteres feudals i va substituir els noms geogràfics francesos neutrals per noms que referien als antics comtats, principats i ducats.

## Numeració

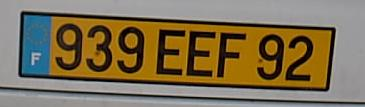
Placa del departament d'Alts del Sena

Els departaments reben una numeració de dos dígits, que forma part de la vida quotidiana dels francesos, ja que es pot trobar a les plaques de les matrícules dels vehicles, als codis postals, els codis INSEE o als números de la seguretat social.
La numeració dels departaments es va establir el 1922 seguint l'ordre alfabètic des del 01 (Ain) fins al 89 (Yonne). El territori de Belfort (90) s'hi va afegir posteriorment. El 1964 es va partir l'Illa de França en 8 departaments amb les numeracions 75 (que correspon a la ciutat de París), 77, 78, i del 91 al 95. El 1976 Còrsega, que tenia el 20, es va partir en dos departaments nous: 2A i 2B.
Per motius pràctics, les col·lectivitats d'ultramar franceses, que no són departaments, també tenen assignada una numeració, en aquest cas de tres xifres: Saint-Pierre i Miquelon (975), Wallis i Futuna (986), Polinèsia Francesa (987), Nova Caledònia (988). D'altra banda, Mònaco utilitza el 98 per als codis postals.
Aquests números també s'utilitzen als codis ISO 3166-2 en els departaments metropolitans, mentre que als d'ultramar s'empra un codi de dues lletres.
El departament dels Pirineus Orientals, on trobem la Catalunya Nord, té el número 66.

## Circumscripció administrativa de l'Estat

### Llista de les 101 circumscripcions administratives
França està dividida en 101 circumscripcions administratives departamentals. Els noms es mostren en la seva forma oficial en francès.
A França metropolitana
- 01 : Ain
- 02 : Aisne
- 03 : Allier
- 04 : Alpes-de-Haute-Provence
- 05 : Hautes-Alpes
- 06 : Alpes-Maritimes
- 07 : Ardèche
- 08 : Ardennes
- 09 : Ariège
- 10 : Aube
- 11 : Aude
- 12 : Aveyron
- 13 : Bouches-du-Rhône
- 14 : Calvados
- 15 : Cantal
- 16 : Charente
- 17 : Charente-Maritime
- 18 : Cher
- 19 : Corrèze
- 2A : Corse-du-Sud
- 2B : Haute-Corse
- 21 : Côte-d'Or
- 22 : Côtes-d'Armor
- 23 : Creuse
- 24 : Dordogne
- 25 : Doubs
- 26 : Drôme
- 27 : Eure
- 28 : Eure-et-Loir
- 29 : Finistère
- 30 : Gard
- 31 : Haute-Garonne
- 32 : Gers
- 33 : Gironde
- 34 : Hérault
- 35 : Ille-et-Vilaine
- 36 : Indre
- 37 : Indre-et-Loire
- 38 : Isère
- 39 : Jura
- 40 : Landes
- 41 : Loir-et-Cher
- 42 : Loire
- 43 : Haute-Loire
- 44 : Loire-Atlantique
- 45 : Loiret
- 46 : Lot
- 47 : Lot-et-Garonne
- 48 : Lozère
- 49 : Maine-et-Loire
- 50 : Manche
- 51 : Marne
- 52 : Haute-Marne
- 53 : Mayenne
- 54 : Meurthe-et-Moselle
- 55 : Meuse
- 56 : Morbihan
- 57 : Moselle
- 58 : Nièvre
- 59 : Nord
- 60 : Oise
- 61 : Orne
- 62 : Pas-de-Calais
- 63 : Puy-de-Dôme
- 64 : Pyrénées-Atlantiques
- 65 : Hautes-Pyrénées
- 66 : Pyrénées-Orientales
- 67 : Bas-Rhin
- 68 : Haut-Rhin
- 69 : Roine
- 70 : Haute-Saône
- 71 : Saône-et-Loire
- 72 : Sarthe
- 73 : Savoie
- 74 : Haute-Savoie
- 75 : Paris
- 76 : Seine-Maritime
- 77 : Seine-et-Marne
- 78 : Yvelines
- 79 : Deux-Sèvres
- 80 : Somme
- 81 : Tarn
- 82 : Tarn-et-Garonne
- 83 : Var
- 84 : Vaucluse
- 85 : Vendée
- 86 : Vienne
- 87 : Haute-Vienne
- 88 : Vosges
- 89 : Yonne
- 90 : Territoire de Belfort
- 91 : Essonne
- 92 : Hauts-de-Seine
- 93 : Seine-Saint-Denis
- 94 : Val-de-Marne
- 95 : Val-d'Oise

A l'ultramar
- 971 : Guadeloupe
- 972:[3]Martinique
- 973:[3] Guyane
- 974 : La Réunion
- 976:[3] Mayotte
- 989:[3] Clipperton